# Blepharotoma confusa
Blepharotoma confusa är en skalbaggsart som beskrevs av Martinez 1959. Blepharotoma confusa ingår i släktet Blepharotoma och familjen Melolonthidae. Inga underarter finns listade.